# 橋本昌二

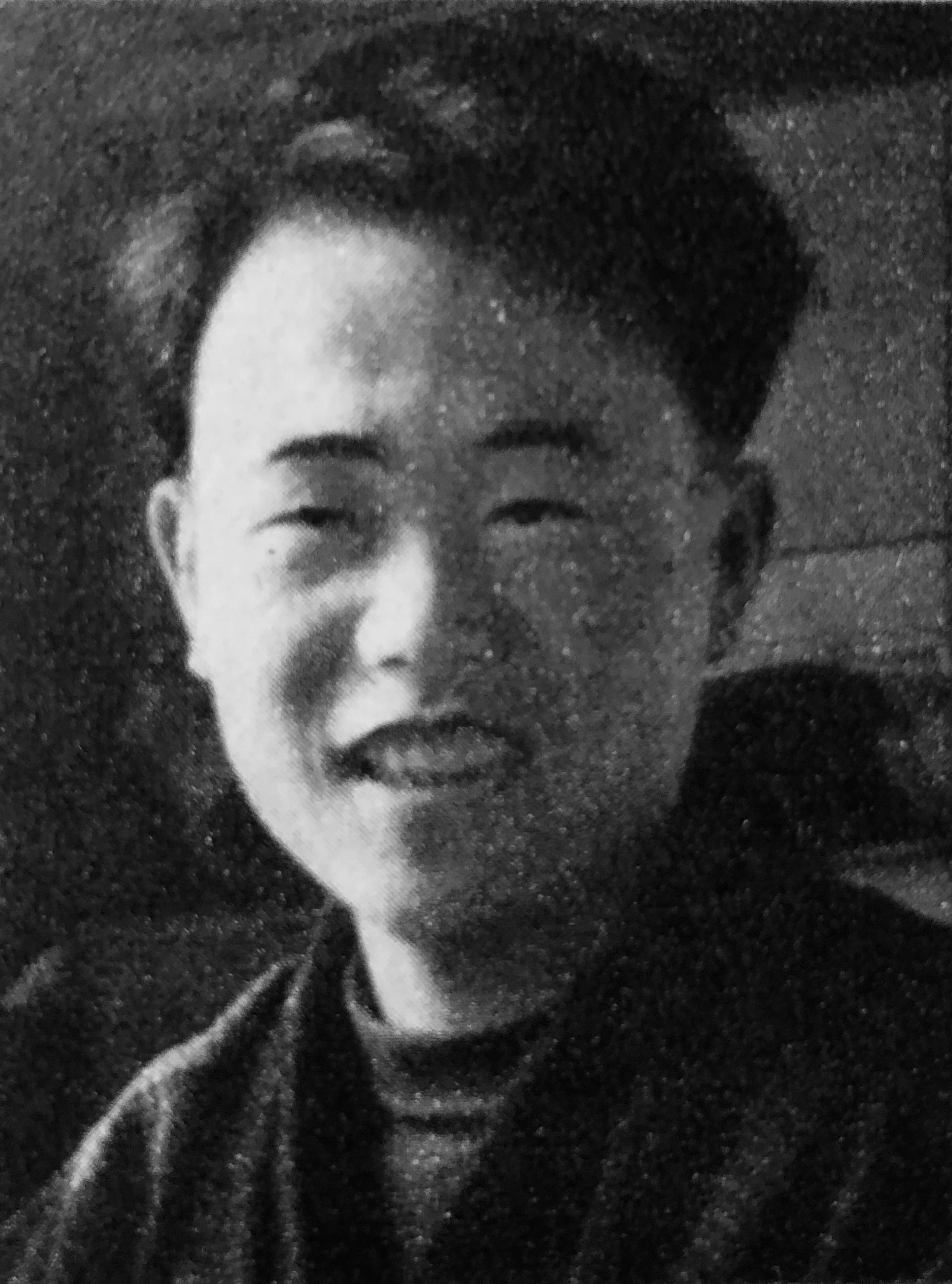
橋本昌二（1954年）

橋本 昌二(はしもと しょうじ、1935年(昭和10年)4月18日 - 2009年(平成21年)12月2日)は、日本の囲碁棋士。兵庫県明石市出身、関西棋院所属、橋本国三郎七段門下、九段。関西棋院独立当時から若手のエースとして活躍し、「天才昌二」とも言われ、入段から11年で九段に昇段、十段、王座などのタイトルを獲得。関西棋院第一位決定戦で12回優勝し、関西棋院名誉第一位の称号を持つ。棋風は深い読みの力戦型、長考派としても有名で、「重戦車」の異名を取った。
1994年から1998年まで関西棋院理事長。その後特別顧問。

## 経歴・人物
日本棋院台湾支部長で、自宅に道場を開いていた国三郎を父に、台湾に生まれる。幼時から父に囲碁の手ほどきを受け、棋士を目指して厳しい指導を受けた。1947年に12歳で入段。1953年に18歳で六段に昇段し、第9期本因坊戦予選に参加、その際に日本棋院から関西棋院の新段位を認めないとしたが、鈴木為次郎八段が審査を行って認められた。この予選では元本因坊の岩本薫八段を破るなどの活躍をしたが、鈴木五良五段に敗れて挑戦者決定リーグ入りはならなかった。
以後、橋本宇太郎と並んで関西棋院の闘将として、日本棋院への対抗意識をかき立て続けた。橋本宇太郎が「大橋本」と呼ばれたのに対し、「小橋本」と呼ばれた。橋本宇太郎は同姓だが血縁関係はない。
1958年、当時としては最速で九段に昇段。1959年に王座戦決勝三番勝負で山部俊郎を2-0で破り、24歳でタイトル初獲得。これは昭和生まれの棋士初のタイトル獲得でもあった。
1961年 朝日新聞の企画で、林海峰六段と大竹英雄四段の新鋭三番碁に続き、藤沢秀行八段と九段橋本との三番碁が企画される。
1962年の名人戦リーグでは、7勝5敗でリーグ4位の成績だったが、最終戦で、橋本がそれまでトップを走っていた藤沢秀行八段を破った。他の最終戦の坂田栄男・呉清源戦の勝者が藤沢と同率になり、再決戦となるはずだった。だが呉が、坂田戦でジゴ勝ちだったために、再決戦なしに藤沢が第1期名人となるという劇的な結末の演出役となった。
その後、1974年に十段、1981年に2度目の王座を獲得。これ以後、2010年に坂井秀至が碁聖を獲得するまで、関西棋院から七大タイトル保持者が出ることはなかった。
門下に高原周二九段、森山直棋九段などがいる。1994年から1998年まで4年間、関西棋院理事長を務めた。
同じ長考派で知られる梶原武雄七段(当時)と対戦した1960年の第8期王座戦では、二日制の対局の1日目に9手しか進まないという、長考合戦が繰り広げられ、この封じ手の時の梶原の「今日の蛤は重い」の一言は有名。対局中、「参った」などとよくぼやくことで「泣きの橋本」とも呼ばれた。愛唱歌は地元大阪を舞台にした「宗右衛門町ブルース」。
2009年12月2日、心筋梗塞のために逝去。生涯成績は1037勝631敗1ジゴ。

## タイトル歴
- 王座 1959、81年
- 関西棋院第一位決定戦 1965-67、70-74、78-79、88、90年
- NHK杯 1967、80、85年
- 十段 1974年
- 早碁選手権戦 1975年
- リコー杯プロペア碁選手権 1995年(小西和子五段とペア)

## その他の棋歴、受賞等
- NHK杯準優勝 1968、73年
- 早碁選手権戦準優勝 1974年
- 十段戦挑戦者 1979、81年
- 王座戦準優勝 1967年、挑戦者 1971、82年
- 棋聖戦全段争覇戦優勝 1979年
- 鶴聖戦準優勝 1989年
- 名人戦リーグ10期、本因坊戦リーグ6期
- 関西棋院賞最優秀棋士5回、利仙賞1回
- 1960年、『囲碁クラブ』誌主催で、対林海峰六段との記念三番碁が打たれた。

## 著作
- 『松和・雄蔵(日本囲碁大系第13巻) 』 筑摩書房 1975年
- 『名作詰碁辞典 玄玄碁経と発陽論 』誠文堂新光社 1976年
- 『橋本昌二(現代囲碁大系第31巻) 』 講談社 1981年

## 注
1. ↑  田村竜騎兵編『碁きちに捧げる本』青春出版社 1977年
2. ↑  田村龍騎兵『碁界うまおもて』（ルック社）P.59
3. ↑  毎日新聞2010年4月4日東京朝刊。
4. ↑  橋本昌二氏死去 産経新聞 2009年12月4日閲覧